# 1715
| 1715               |
| ------------------ |
| Dødsfald - Fødsler |
| • Begivenheder     |

| Gregoriansk kalender | 1715 MDCCXV             |
| Ab urbe condita      | 2468                    |
| Armensk kalender     | 1164 ԹՎ ՌՃԿԴ            |
| Kinesiske kalender   | 4411 – 4412 甲午 – 乙未 |
| Etiopisk kalender    | 1707 – 1708             |
| Jødisk kalender      | 5475 – 5476             |
| Hindukalendere       |                         |
| - Vikram Samvat      | 1770 – 1771             |
| - Shaka Samvat       | 1637 – 1638             |
| - Kali Yuga          | 4816 – 4817             |
| Iransk kalender      | 1093 – 1094             |
| Islamisk kalender    | 1127 – 1128             |

Konge i Danmark: Frederik 4. 1699-1730 – Danmark i krig: Den store nordiske krig 1700-1721
Se også 1715 (tal)

## Begivenheder
- 12. april - oprettelsen af Slavefunden til frikøb af danske slaver holdt af barbarstaterne.[1]

- 25. april - slaget ved Femern, hvor skibet Hvide Ørn bliver erobret[2]
- 11. maj - det erobrede skib, Hvide Ørn ankommer til København og bliver inspiceret af Frederik d. 6. og admiral Gyldenløve[2]
- 8. august - slaget ved Rügen, hvor skibet Hvide Ørn bliver angrebet af to svenske linieskibe, Ösel og Gotland[2]
- 1. september - Ludvig 14. af Frankrig ("Solkongen") dør efter 72 år på tronen, og han er dermed den længst regerende monark i europæisk historie

## Født
- 9. maj – Ole Henrik Møller, dansk skolemand og personalhistoriker (død 1796).

## Dødsfald
- 1. september – Ludvig 14. af Frankrig
- Martin Conrad Biermann von Ehrenschild